# إميلي ستيفنز (بستانية)
إميلي ستيفنز (بالإنجليزية: Emily Stevens)‏ هي  نيوزيلندية، ولدت في 1900، وتوفيت في 1967.